# المسرح الوطني في اليابان

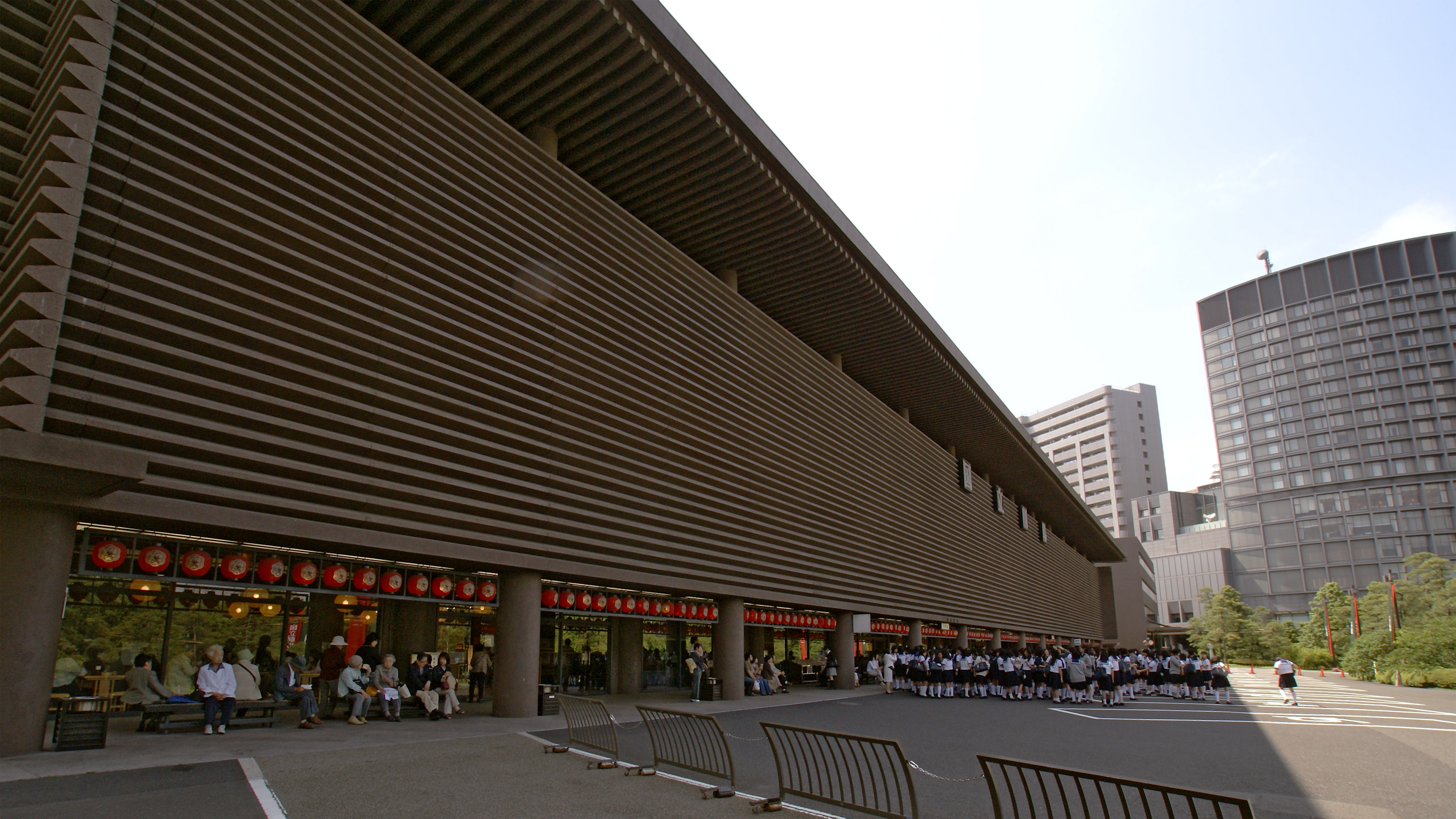
المبنى الخارجي المسرح الوطني.

المسرح الوطني في اليابان (باليابانية: 国立劇場 كوكوريتسو غيكيجو) هو مجموعة مسارح تتكون من ثلاث قاعات في مبنيين في هايابوسا تشو، وهو حي في تشيودا، طوكيو، اليابان. يشغل المسرح بالدرجة الأولى مجلس اليابان للفنون وهو مؤسسة إدارية مستقلة تتبع وزارة التربية والتعليم والثقافة والرياضة والعلوم والتكنولوجيا. يستخدم هذا المسرح بالدرجة الأولى في العروض اليابانية التقليدية مثل مسارح الكابوكي النو والبويو.

## شرح عام
يتكون المسرح من المبنى الرئيسي وقاعتين اثنتين. يستضيف المسرح الكبير لأداء الكابوكي والبويو بالإضافة إلى العروض المسرحية. القاعة الصغيرة المتخصصة في عروض البونراكو، والموسيقى اليابانية، وعروض البويو الصغيرة، عروض الغاغاكو، الشوميو، والمسرح الشعبي.
في أبريل من كل عام يقام حفل توزيع الجوائز لجائزة اليابان الذي يقام في المسرح الوطني. حيث يكون من بين الحضور الإمبراطور والإمبراطورة، ورئيس الوزراء، رئيس مجلس المستشارين ورئيس مجلس النواب.

## وصلات خارجية
- المسرح القومي في اليابان الموقع الرسمي (باللغة الإنكليزية)